# 키아네

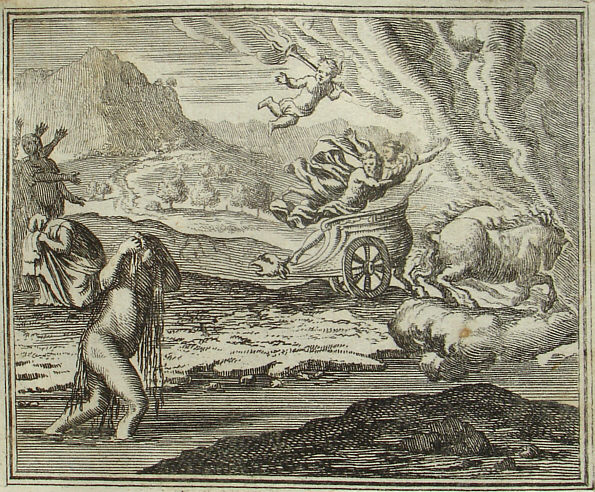

키아네(Cyane)는 그리스 신화에 나오는 님프이다. 키아네는 페르세포네가 하데스에게 납치당하는 것을 목격하고 이를 막으려 했다. 하지만 결국 페르세포네가 끌려가는 것을 막지 못하자 슬픔에 빠져 눈물을 흘리다 연못의 물로 녹아버리고 말았다. 그녀는 데메테르 여신이 페르세포네를 찾아 온 세상을 떠돌아다니다 시칠리아에 왔을 때에 자초지종을 알려주려고 했으나 이미 물로 변해버렸기 때문에 말을 할 수 없었다. 그래서 페르세포네가 연못에 떨어뜨린 허리띠를 수면 위로 떠올려 그녀가 납치되었다는 사실을 여신에게 알려 주었다.

## 같이 보기
- 그리스 신화의 등장인물 목록